# 墨西哥人之水交易站 (亞利桑那州)
墨西哥人之水交易站（英語：Mexican Water Trading Post）是位於美國亞利桑那州阿帕契縣的一個非建制地區。該地的面積和人口皆未知。

## 地理
墨西哥人之水交易站的座標為36°55′27″N 109°36′13″W / 36.92417°N 109.60361°W，而該地的平均海拔高度為1502米（即4928英尺）。